# Boțoaia
Boțoaia – wieś w Rumunii, w okręgu Vaslui, w gminie Dănești. W 2011 roku liczyła 71 mieszkańców.